# Palazzo Olevano
Il Palazzo Olevano è uno storico edificio di Pavia situato in corso Mazzini n. 7.

## Storia
Il palazzo, proprietà di una delle maggiori famiglie patrizie pavesi, gli Olevano, documentata fin dal XII secolo, e dal 1694 elevati al titolo di marchesi di Zinasco, sorge in parte sull’area dove si trovava il quattrocentesco palazzo di Giasone del Maino, acquisto dagli Olevano tra il 1705 e il 1714 e demolito per la costruzione del nuovo complesso. L'edificio fu ricostruito, in forme settecentesche, su progetto dell'architetto Lorenzo Cassani, tra il 1723 e il 1724. Il cantiere proseguì fino al 1786. Nel 1826 gli Olevano vendettero il palazzo al barone Carlo Bellisomi, i cui eredi, nel 1868 affittarono il piano terreno dell'edificio alla Scuola Normale. Nel 1897 Adelaide Bellisomi lasciò in eredità il palazzo al vescovo di Pavia, che nel 1902 lo vendette al comune.

## Descrizione
Del tutto innovativa è la pianta dell'edificio, una grande "U" aperta sulla via, schema che avrà maggior diffusione, su influsso francese, negli edifici realizzati negli ultimi decenni del secolo, quando ormai lo stile predominate sarà il neoclassico. La testata orientale è interamente occupata in tutta la sua lunghezza dal grande scalone, coperto da una volta cupoliforme, che conduce al piano nobile nella lunga galleria.
Il cortile venne chiuso da un triplice cancello in ferro battuto, i cui pilastri sono coronati da cappelli ricurvi in granito che sapientemente incanalano lo sguardo dell'osservatore verso le due fughe di colonne dei portici laterali. Ad un momento appena successivo, intorno all'ottavo decennio del Settecento, risalgono le ultime rifiniture alle facciate rivolte verso il cortile e alle testate, entrambi caratterizzate da un bugnato liscio al piano terreno e da triglifi sagomati nella gronda, sul modello indicato in città dalle architetture legate al nome di Antonio Galli Bibiena, dal teatro dei Quattro Cavalieri a palazzo Del Maino. In questa direzione si orienta la soluzione adottata per la fronte dell'ala sinistra su corso Mazzini che sporge  a vela sulle coperture delle case adiacenti, concettualmente simile alla finta ala destra di palazzo Del Maino.
Gli interni sono ricchi di stucchi, pitture e specchi. Al piano nobile, nella tardo settecentesca Galleria, vi sono pitture a quadrature e finte statue entro nicchie, attribuite ad Antonio Galli Bibiena, mentre altre sale conservano medaglioni dipinti, opera di Giovanni Antonio Cucchi (Allegoria della Fortezza),  Ferdinando Porta (Allegoria della Giustizia), Giovanni Angelo Borroni (Allegoria della Fama e del tempo, nell'ex alcova) e altri di artisti minori.Tra gli anni '60 e '80 del Settecento, il marchese Uberto Olevano fece decorare con raffinati stucchi alcuni ambienti del palazzo, come la sala di Tobia, le cui pareti sono rivestite di una partitura a stucco sino all'imposta della volta, con raffigurazioni di busti e figure entro elaborate cornici. Mentre altre sale, nell'ala ovest del palazzo, furono ultimate tra il 1770 e il 1786, e, come la sala della musica, conservano stucchi e boiserie di gusto neoclassico.

## Galleria d'immagini

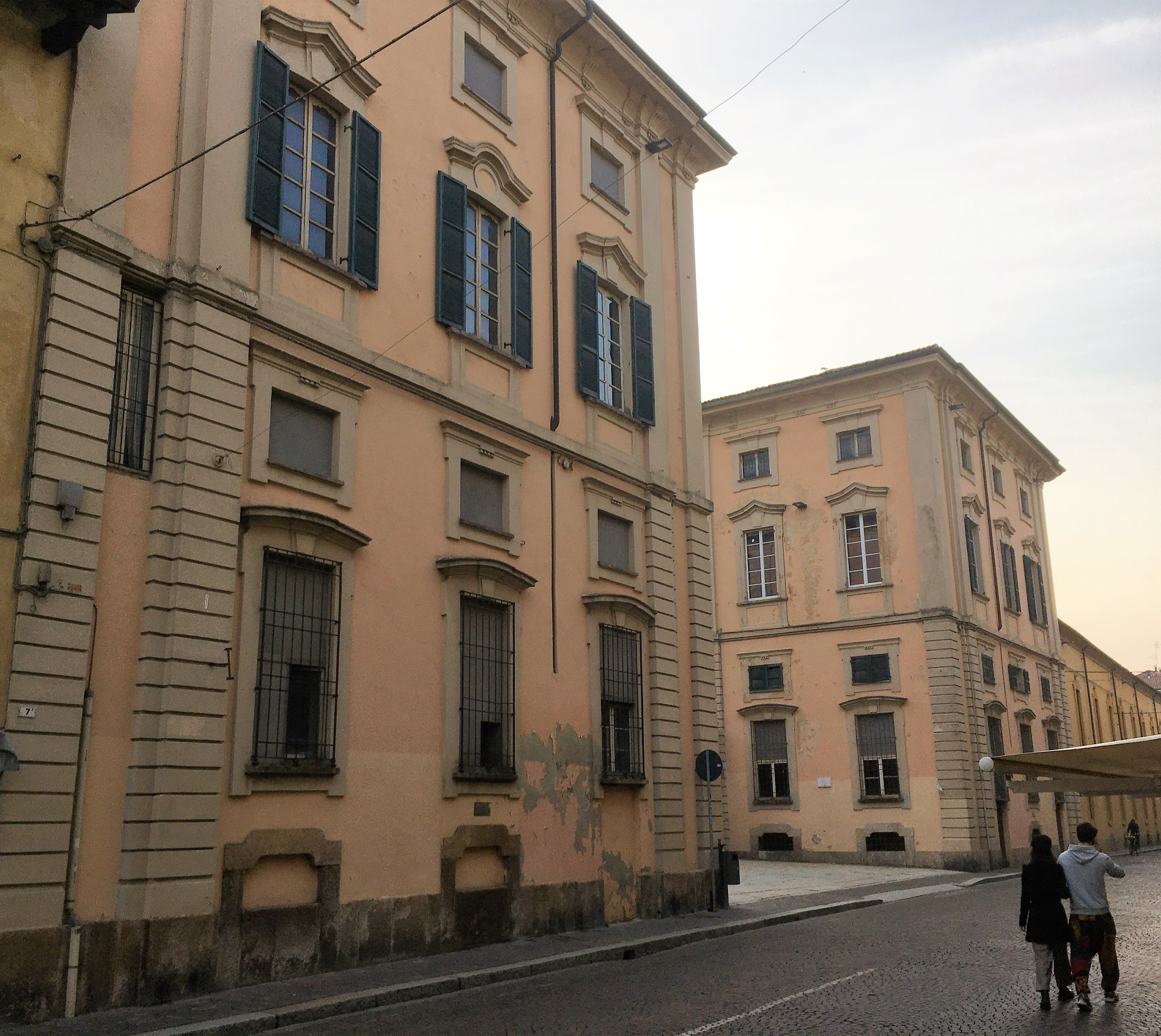
La facciata
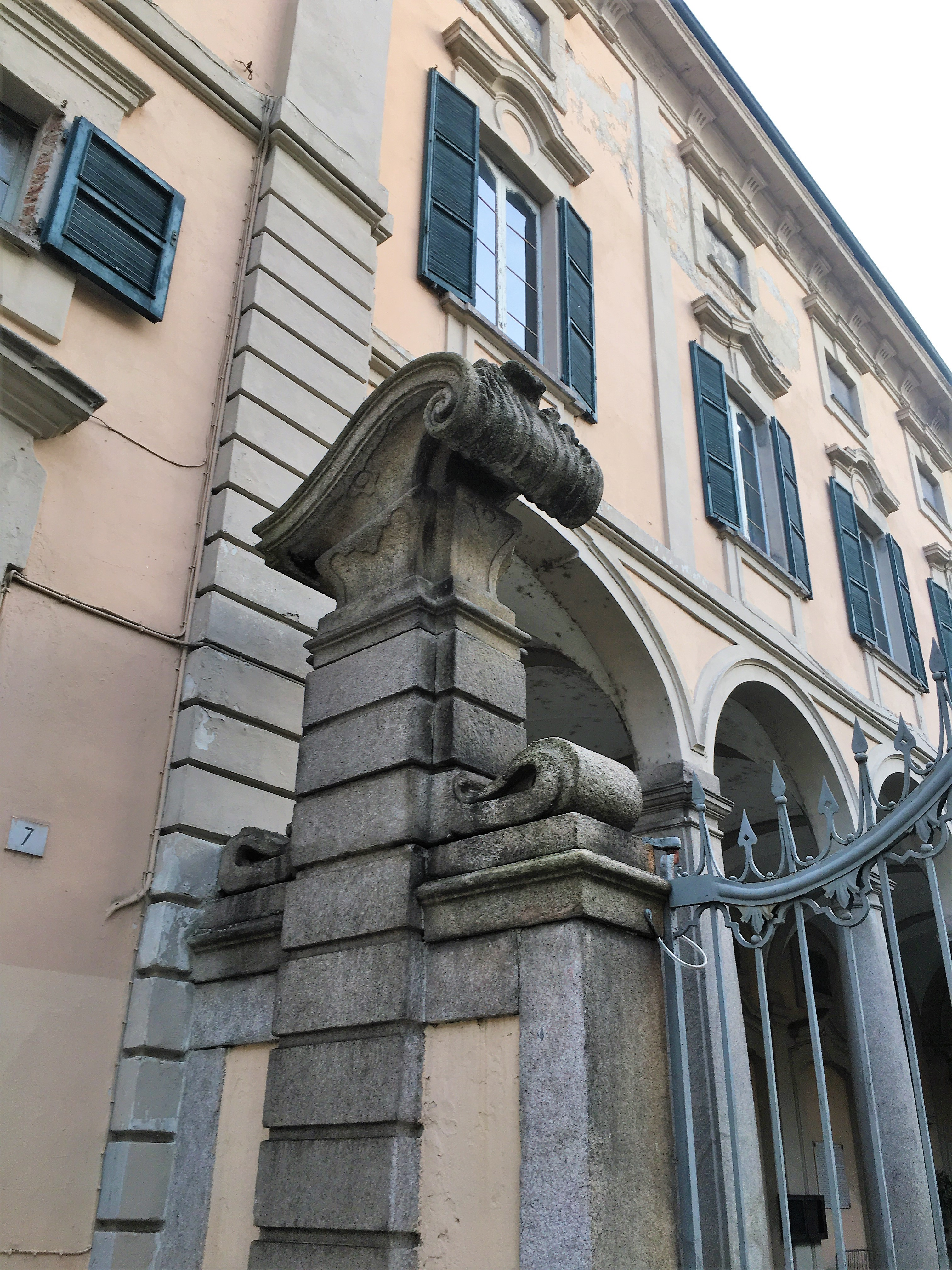
Dettaglio del cancello
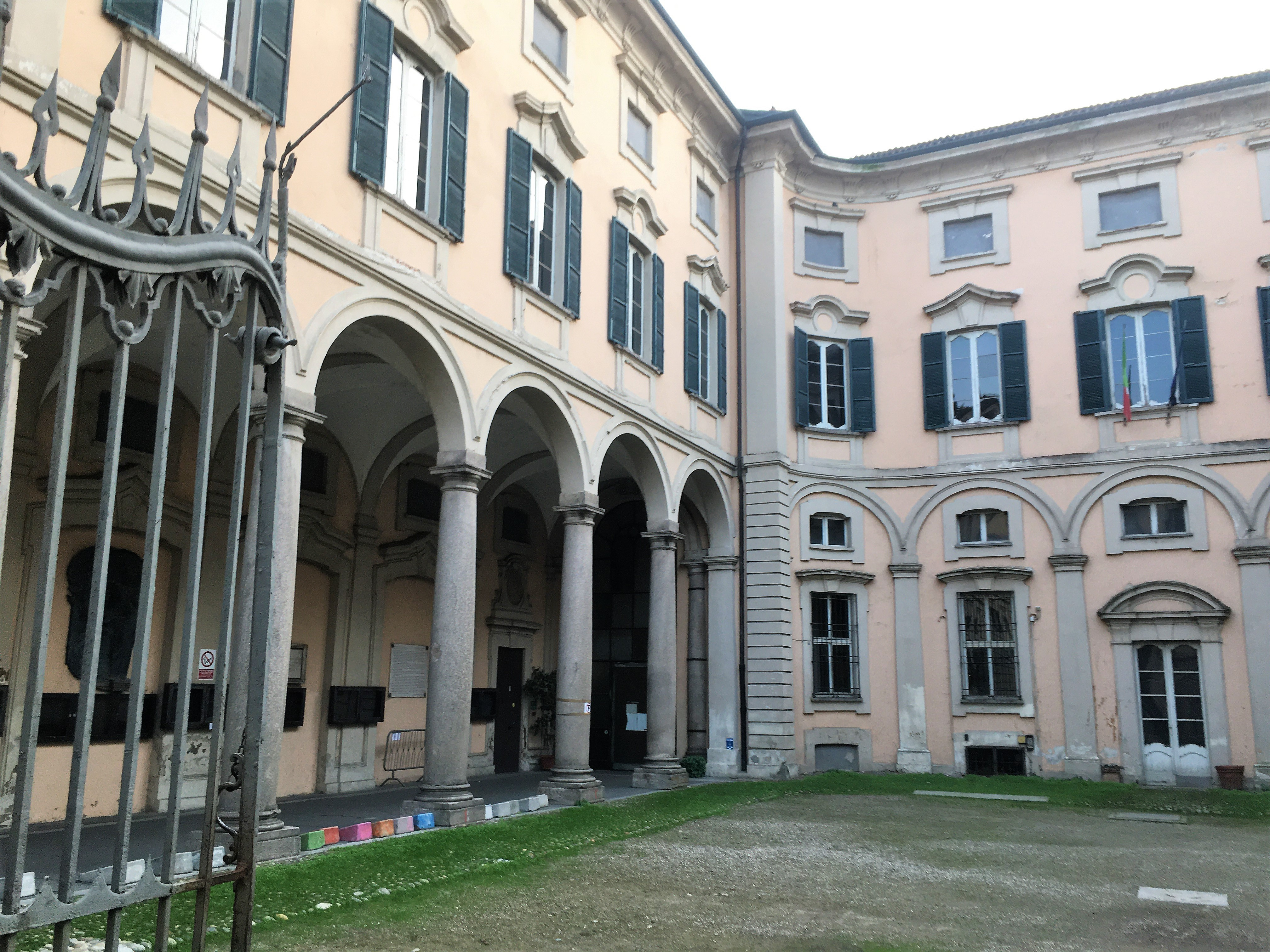
Il cortile
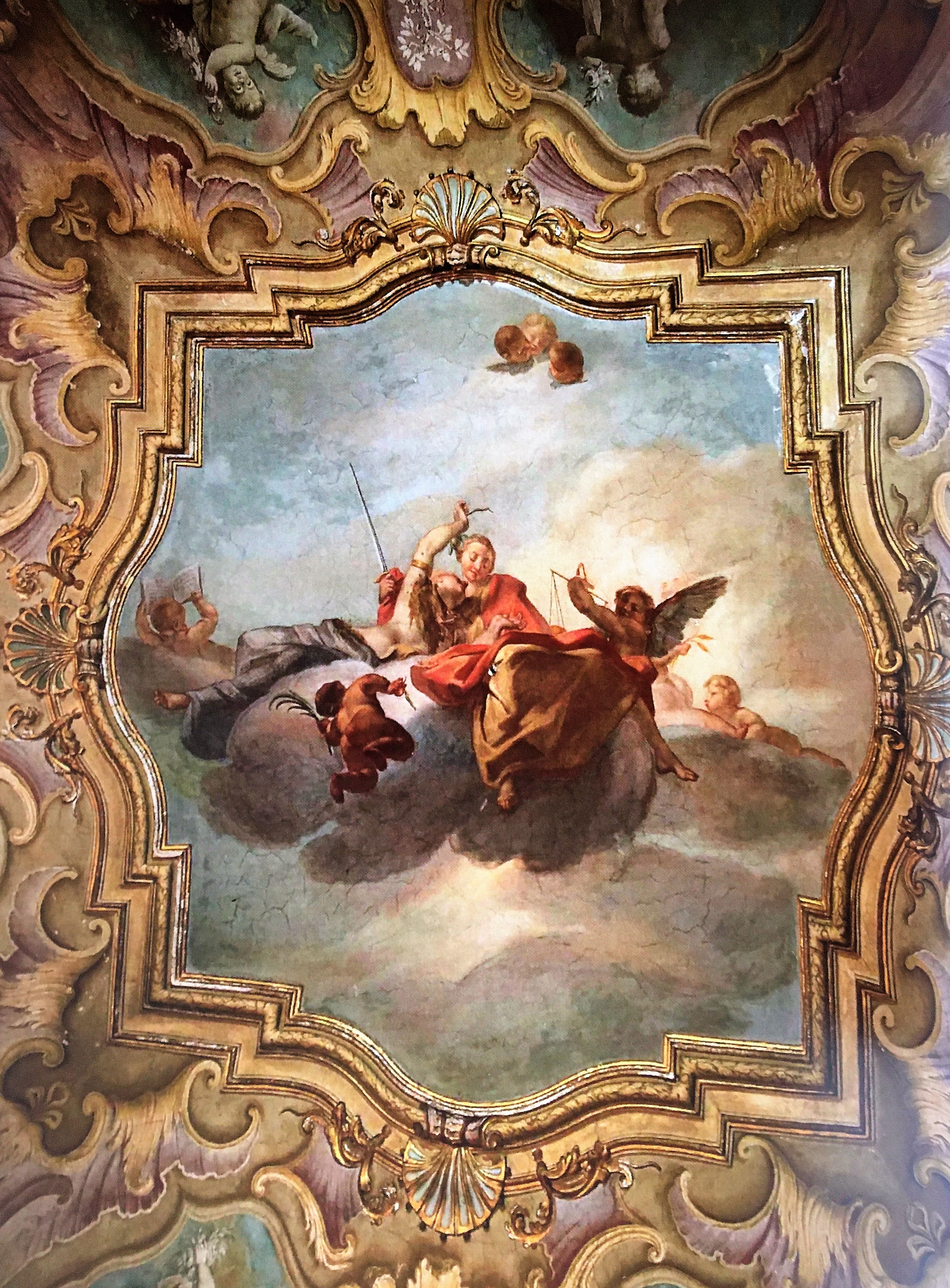
Ferdinando Porta, Allegoria della Giustizia
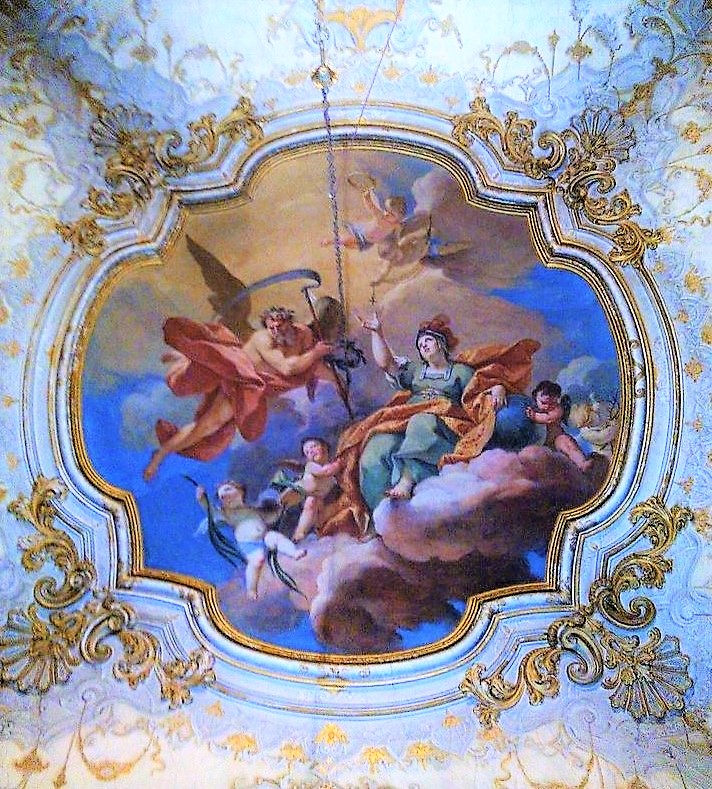
Giovanni Angelo Borroni, Allegoria della Fama e del Tempo